# エウジェニオ・コリーニ

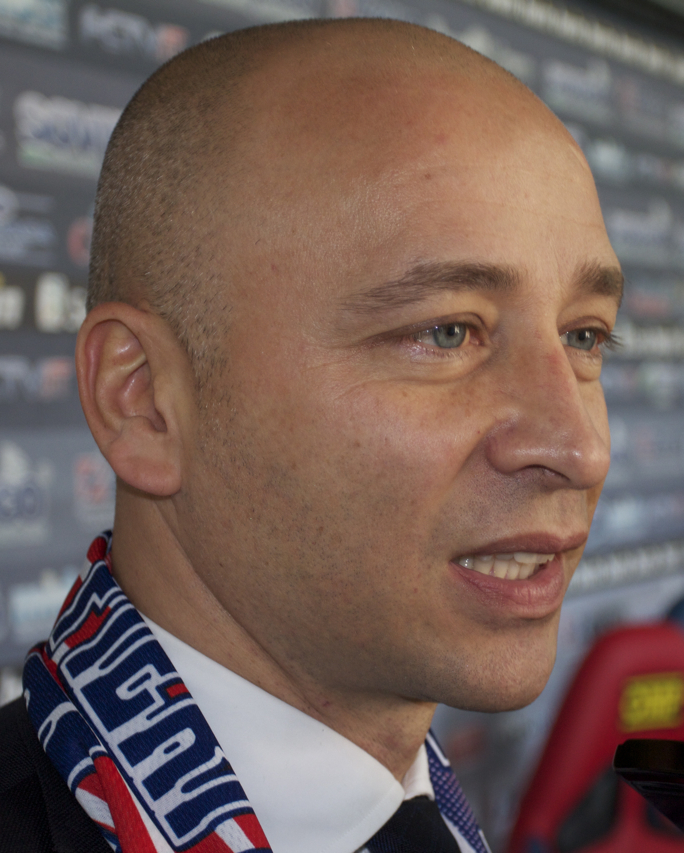
エウジェニオ・コリーニ

エウジェニオ・コリーニ（Eugenio Corini, 1970年7月30日 - ）は、イタリア・ブレシア県バニョーロ・メッラ出身の元サッカー選手、現サッカー指導者。選手時代のポジションはミッドフィールダー。

## 経歴
正確なロングパスを武器に中盤の底からゲームを組み立てる、所謂レジスタ。若い頃からその将来を嘱望され、1990年にユヴェントスFCへ加入。しかし当時の監督ジョヴァンニ・トラパットーニの下では出場機会を失い、1992-93シーズン開幕前、ジャンルカ・ヴィアッリの移籍に絡んで、サンプドリアへと移籍した。それ以降は中小クラブを渡り歩いた。ACキエーヴォ・ヴェローナに移籍すると輝きを取り戻し、2000-01シーズンにはリーグに旋風を巻き起こした「ミラクル・キエーボ」の中心選手として注目されるようになった。2003年にUSチッタ・ディ・パレルモに移籍。躍進するチームを支えた。2007年、トリノFCに移籍。2008-09シーズンを最後に引退した。
イタリア代表にはアリゴ・サッキ、トラパットーニ、マルチェロ・リッピと3人の監督から招集された経験があるが、故障などにより出場したことはない。

## 指導歴
引退後は指導者に転身した。中小クラブでの指揮を経て、2012-13シーズン途中のドメニコ・ディ・カルロ監督の解任を受けて古巣キエーヴォの監督に就任。セリエA初挑戦だったにもかかわらずチームの立て直しに成功し、リーグ12位でセリエA残留を勝ち取った。しかしシーズン後、クラブとの見解の相違から退任。
2013-14シーズン、12節を終えて最下位に低迷しジュゼッペ・サンニーノ監督を解任したキエーヴォの監督に復帰した。
2016年11月30日、USチッタ・ディ・パレルモの監督に就任。翌年1月24日に退任。
2017年6月13日、ノヴァーラ・カルチョの監督に就任。セリエBにおいて16位で迎えた翌年2月3日、降格圏のアスコリ・ピッキオFC 1898に敗れるとその翌日に解任された。

## タイトル
パレルモ
- セリエB : 2003-04